# Aelurillus steinmetzi
Aelurillus steinmetzi (лат.) — вид пауков рода Aelurillus из семейства пауков-скакунчиков (Salticidae).

## Распространение
Восточное Средиземноморье: Греция.

## Описание
Просома дорзально темно-коричневая с чёрным краем и жёлто-белыми волосками. Головная часть спереди со светло-оранжевыми волосками, а затем с двумя параллельными v-образными группами волосков. Опистосома дорзально с коричнево-чёрными волосками, медиально с широкими серебристо-бело-серыми продольными полосами. 
Длина тела самцов: 3,7-4,7 мм. Длина тела самок: 7,6 мм.
Вид Aelurillus steinmetzi был впервые описан немецким арахнологом Хайко Мецнером (Heiko Metzner) в 1999 году.